# Fara Novarese
Fara Novarese là một đô thị ở tỉnh Novara ở vùng Piedmont của Ý, tọa lạc cách 80 km về phía đông bắc của Torino và khoảng 15 km về phía tây bắc của Novara. Tại thời điểm ngày 31 tháng 12 năm 2004, đô thị này có dân số 2.085 người và diện tích là 9,4 km².
Fara Novarese giáp các đô thị: Barengo, Briona, Carpignano Sesia, Cavaglio d'Agogna, và Sizzano.